# Bleiweisova cesta, Ljubljana
Bleiweisova cesta je ena izmed štiripasovnih cest v središču Ljubljane. 

## Nekdanja cesta
Pred ustanovitvijo nove ceste leta 2009 je Ljubljana že imela Bleiweisevo cesto. Prva Okrožna Bleiweisova cesta je potekala ob Narodnem domu Ljubljana, in sicer je bila tako poimenovana leta 1897. Leta 1923 je bil del ceste (med Gosposvetsko in Dunajsko cesto) preimenovan v Mahničevo cesto (današnja Prešernova cesta). Leta 1941 so preimenovali Bleiweisovo v Cesto Viktorja Emanuela III., hkrati pa so preimenovali dotedanjo Tyrševo cesto v Bleiweisovo cesto. Naslednje leto so del Ceste Viktorja Emanuela III. (od železniškega prehoda do mestne meje) preimenovali Ciril-Metodovo cesto. Leta 1943 so novo Bleiweisovo cesto preimenovali nazaj v Tyrševo cesto in Cesto Viktorja Emanuela III. nazaj v Bleiweisovo cesto. Leta 1949 so Bleiweisevo cesto preimenovali v Prešernovo cesto.

## Trenutna cesta
1978. leta so pričeli z gradnjo nove štiripasovne ceste, ki bi razbremenila današnjo Prešernovo cesto. Zaradi tega so prestavili traso železniške proge Ljubljana - Koper in prekinili ljubljansko promenado (pri Moderni galeriji je bil zgrajen podhod). Novozgrajeno cesto so poimenovali Cesta VII. korpusa.
Bleiweisova cesta je bila uradno poimenovana 13. junija 2009, ko so preimenovali del Tivolske ceste.

## Urbanizem
Cesta poteka od križišča z Aškerčevo in Tržaško cesto do križišča s Celovško in Gosposvetsko cesto.

## Javni potniški promet
Po cesti potekajo trase integriranih linij (51 in 56). Na njej se ob stavbi Moderne galerije in blizu podhoda v park Tivoli nahaja postajališče medkrajevnih avtobusnih linij.